# Two Harbors
Two Harbors – miasto w Stanach Zjednoczonych, w stanie Minnesota, siedziba administracyjna hrabstwa Lake.